# Fort Metal Cross

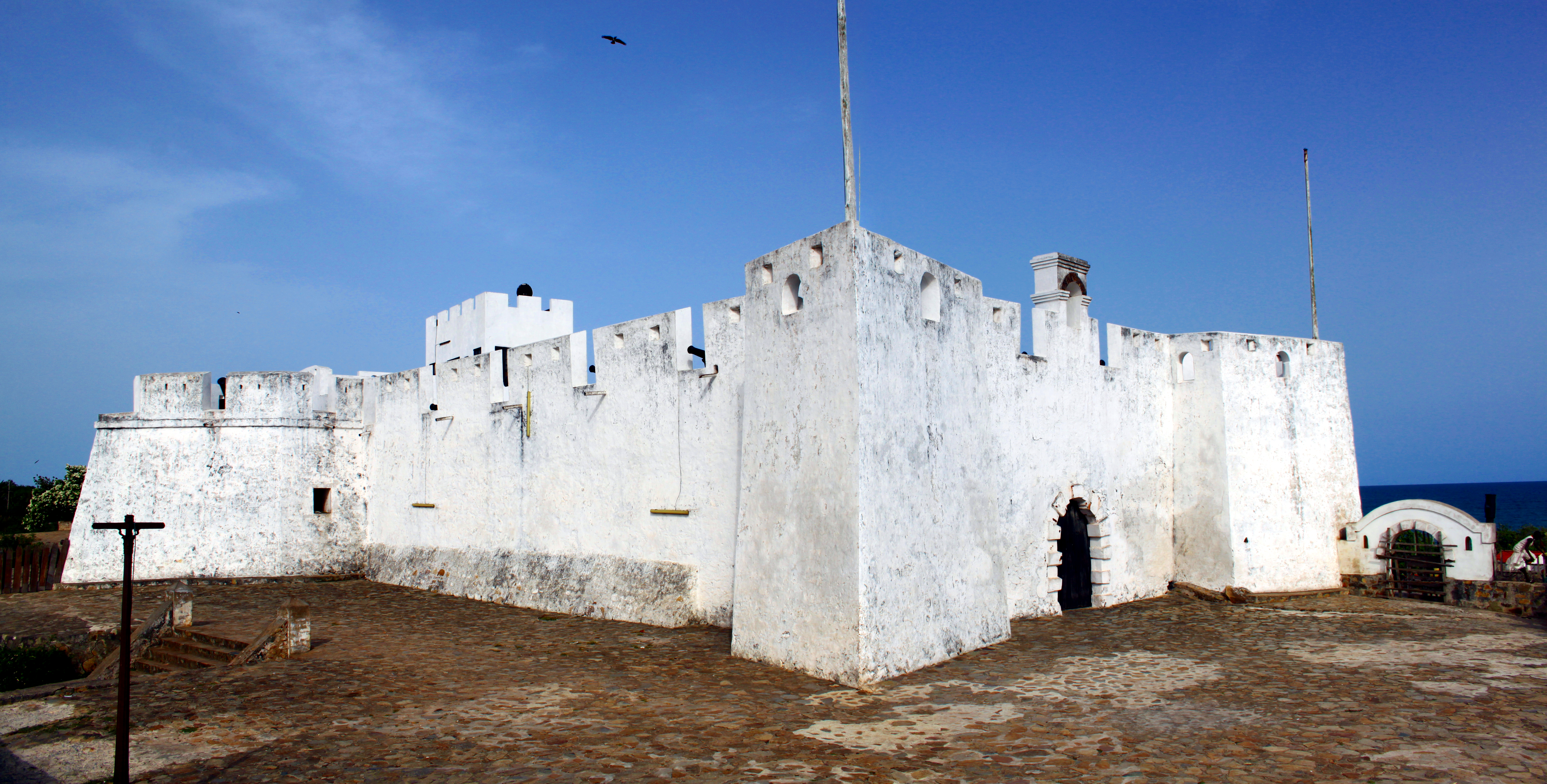
Fort Metal Cross 2012

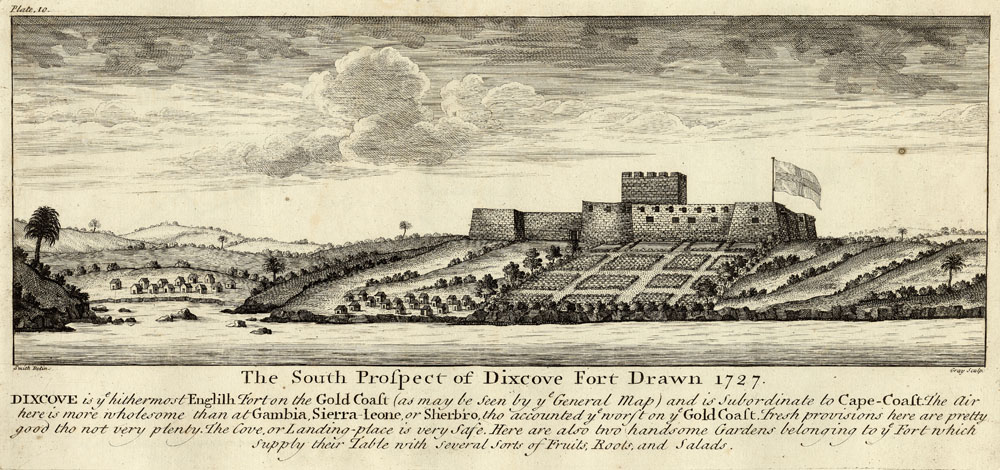
Historische Ansicht des Fort Metall Cross aus dem Jahr 1727

Fort Metal Cross ist ein von den Briten errichtetes Fort auf einer Anhöhe am Ortsrand des kleinen Fischerorts Dixcove an der Küste von Ghana in der Western Region.

## Geschichte des Forts
Die Briten begannen den Bau des Forts bereits 1683. Aufgrund verschiedener Auseinandersetzungen mit Brandenburg-Preußen, das im selben Jahr ca. 15 Kilometer westlich von Dixcove mit dem Bau eines eigenen Forts Groß Friedrichsburg begonnen hatte, wurde der Bau aber erst zwischen 1691 und 1697 fertiggestellt.
1712 wurde das britische Fort zweimal von einem einheimischen Verbündeten der Brandenburger, genannt Jan Conny, belagert. Dieser legendäre Jan Conny war ein überaus mächtiger einheimischer „Makler“, also Zwischenhändler zwischen Brandenburgern und den Völkern des Inlandes. Aufgrund einer privaten Fehde mit Briten und Holländern zog er mit seiner Privatarmee von angeblich 15.000 Mann gegen Fort Metal Cross, musste aber beim ersten Angriff eine schwere Niederlage gegen die vereinten Armeen der Briten, Holländer und ihrer afrikanischen Verbündeten hinnehmen. Bei einem zweiten Angriff traf Jan Conny auch auf die Unterstützung der afrikanischen Bevölkerung von Dixcove. Zwar gelang ihm nicht die Eroberung des Forts. Bei dieser Attacke flog aber das Pulvermagazin des Forts in die Luft, was etliche Tote unter britischen Soldaten und einheimischen Unterstützern forderte.
1826 wurde das Fort kurzfristig von den Briten aufgegeben, 1830 wieder besetzt.
1868 fiel „Metal Cross“ unter ein Abkommen zwischen Briten und Holländern, das den Austausch verschiedener Forts an der Goldküste zwischen beiden Ländern vorsah. Die Holländer beließen den Namen des Forts, übersetzten ihn allerdings in das Niederländische: Fort Metalen Kruis. Dieses Abkommen war einer der Gründe für die kurzfristige Vereinigung sämtlicher Königreiche der benachbarten Fanti und einiger kleinerer Völker (wie etwa den Ahanta, zu denen die Bewohner Dixcoves gehören) zur sogenannten Fantiföderation. Als die Briten das Fort kurz darauf verließen, damit die Niederländer es unter dem neuen Namen „Metalen Kruis“ übernehmen konnten, besetzte eine Armee der erwähnten Fantiföderation das Fort und hielt es gegen etliche schwere Angriffe der Holländer. Diese erfolgreiche Verteidigung des Forts von Dixcove durch eine afrikanische Besatzung gegen die holländischen Angreifer war mit ein Grund für den bald darauf erfolgten endgültigen Abzug der Niederländer von der Goldküste.
1872 übernahmen wiederum die Briten das Fort Metal Cross.
1954–56 wurde das Fort renoviert, heute werden dort Übernachtungsmöglichkeiten angeboten. Seit 1979 steht das Fort auf der Liste des UNESCO-Weltkulturerbe.